# S/S Esaias Tegnér

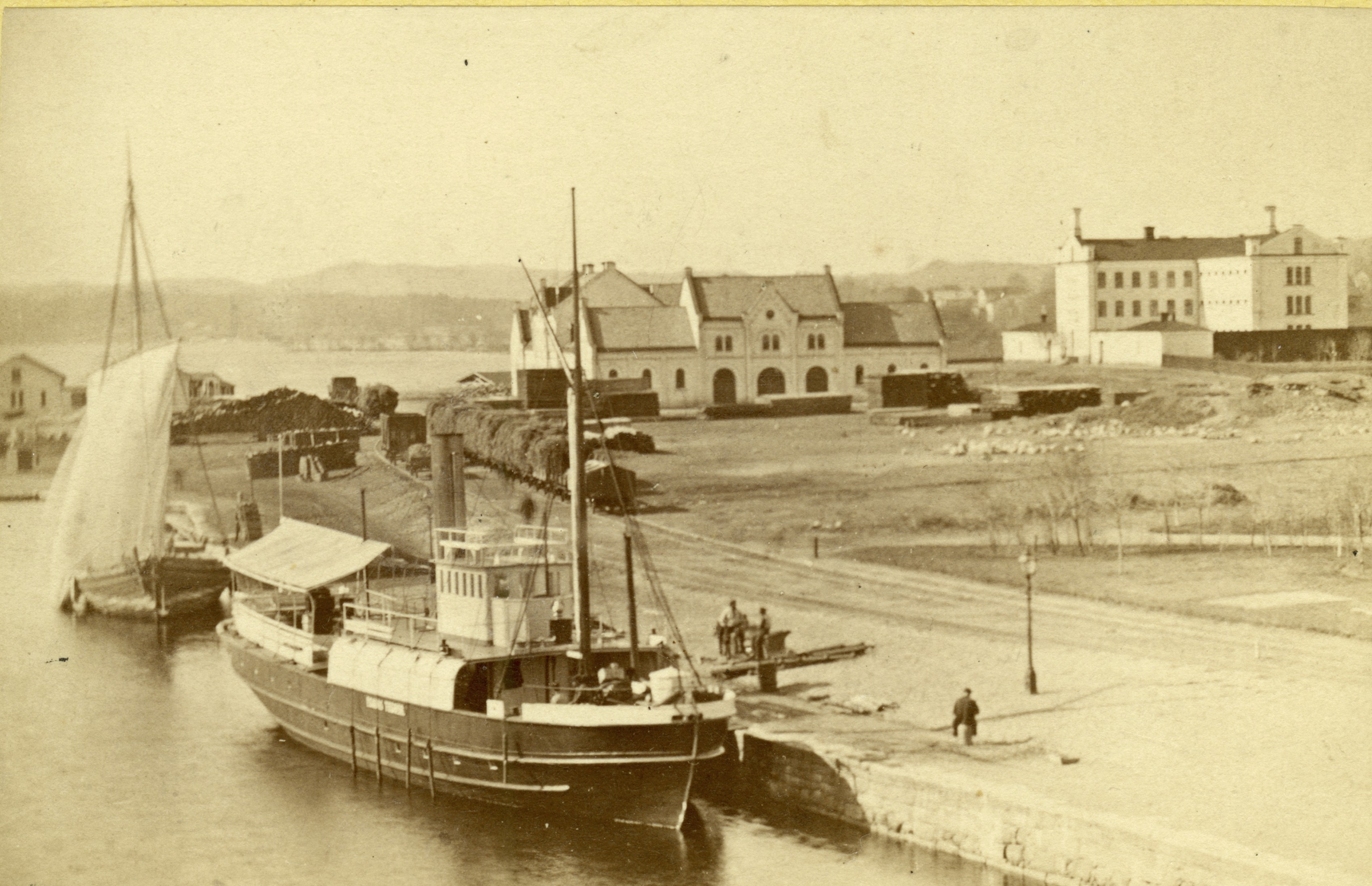
S/S Esaias Tegnér och oidenfierad råbock vid kaj i Jönköpings hamn i Munksjön, 1860-talet

S/S Esaias Tegnér levererades i maj 1851 från Motala Warf i Norrköping till Jönköpings Nya Ångbåtsbolag i Jönköping. 
Fartyget var utrustat med en tvåcylindrig vinkelångmaskin, som var tillverkad på Motala Verkstad i Motala.
Esaias Tegnér sattes i trafik på traden Jönköping - Hjo - Vadstena - Stockholm. År 1869 byggdes hon om på Bergsunds Mekaniska Verkstads AB i Stockholm, varvid en ny ångmaskin installerades. En ny ångpanna installerades 1875 på Bergsunds Mekaniska Verkstad.
År 1882 köptes fartyget av Linköpings Rederi AB i Linköping och sattes in på traden Stockholm - Söderköping - Linköping och från 1888 på traden Stockholm - Söderköping - Motala - Medevi - Askersund.
Esaias Tegnér köptes 1895 av Ångfartygs AB Norra Wettern i Askersund och byggdes om på Ekensbergs Varv i Stockholm. Hon fortsatte trafik på den tidigare traden, men såldes 1897 till Ångfartygs AB Esaias Tegnér i Linköping för trafik på rutten Stockholm - Söderköping - Linköping.
År 1898 sjönk hon efter en grundstötning vid Bokö utanför Trosa, bärgades och såldes till Stockholms Transport och Bogserings AB. Hon omdöptes till TB 214 Esaias och ombyggdes till pråm på Ekensbergs varv, blev 38 meter lång och fick ett bruttotonnage på 217 ton. Hon skrotades 1924.-